# 망각
망각(忘卻)은 개인의 장기 기억에 저축한 지식을 잃는 것이다. 자발적 또는 서서히 낡은 기억을 생각해 낼 수 없게 된다. 심리학적이게는 여러 가지 단계에서의 실패를 생각할 수 있다. 최근의 조사로는 멱함수가 수학적으로 가장 가까운 망각의 과정이라고 조사되었다.

## 기명단계에서의 실패
지식을 기억할 때, 제대로 확실히 익히지 않았다.

## 보관유지단계에서의 실패
지식을 잊어 버렸다. 이 용법이 가장 일반적인 망각의 의미이다.

## 상기단계에서의 실패
지식을 기억하고 있지만, 잘 생각해 낼 수 없다. 어떠한 실마리가 주어지면 생각해 낼 수 있기도 하다.

## 같이 보기
- 기억
- 학습
- 기억 상실
- 망각 곡선
- 인지 심리학
- 베이커-베이커 역설
- 기계 탈학습